# Štadión SNP
El Štadión SNP Štiavničky también llamado Národný Atletický Štadión es un estadio de fútbol ubicado en la ciudad de Banská Bystrica, Eslovaquia. El estadio fue inaugurado en 1959 y posee actualmente una capacidad de 9800 espectadores, siendo el estadio donde disputa sus partidos el club FK Dukla Banská Bystrica de la Superliga de Eslovaquia.
El estadio es propiedad del Ministerio de Defensa de la República Eslovaca y su nombre SNP hace alusión a la Insurrección nacional eslovaca de 1944 (Slovenské národné povstanie) durante la Segunda Guerra Mundial.
El 12 de diciembre de 2018, el gobierno aprobó la reconstrucción del estadio por 12 974 676 euros, que se financiarán como gastos de capital del Ministerio de Defensa de la República Eslovaca. El trabajo en el estadio debe completarse a más tardar el 31 de diciembre de 2020. Después de la reconstrucción, el estadio calificará para la categoría de estadio 2 de la UEFA.

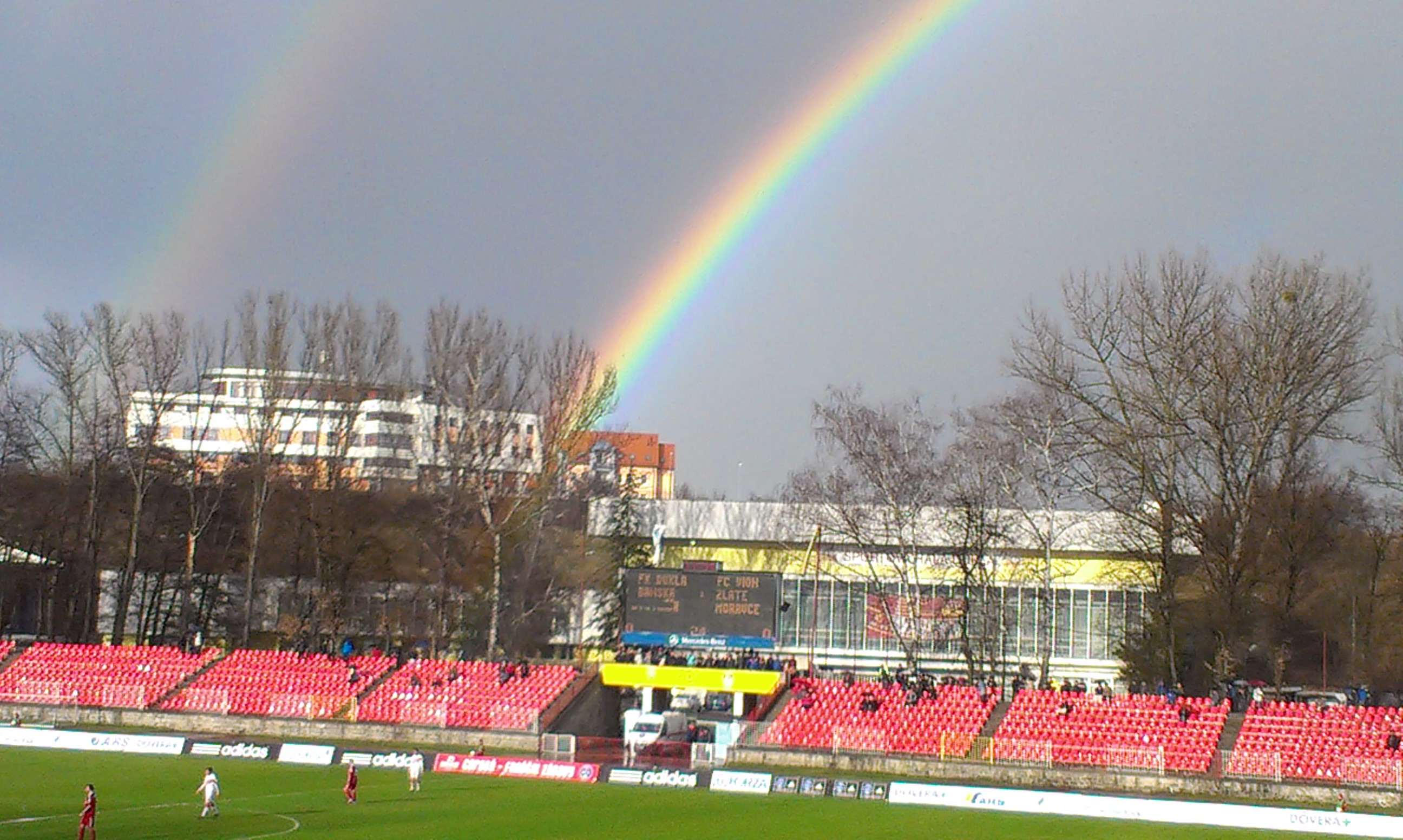
Antiguo aspecto
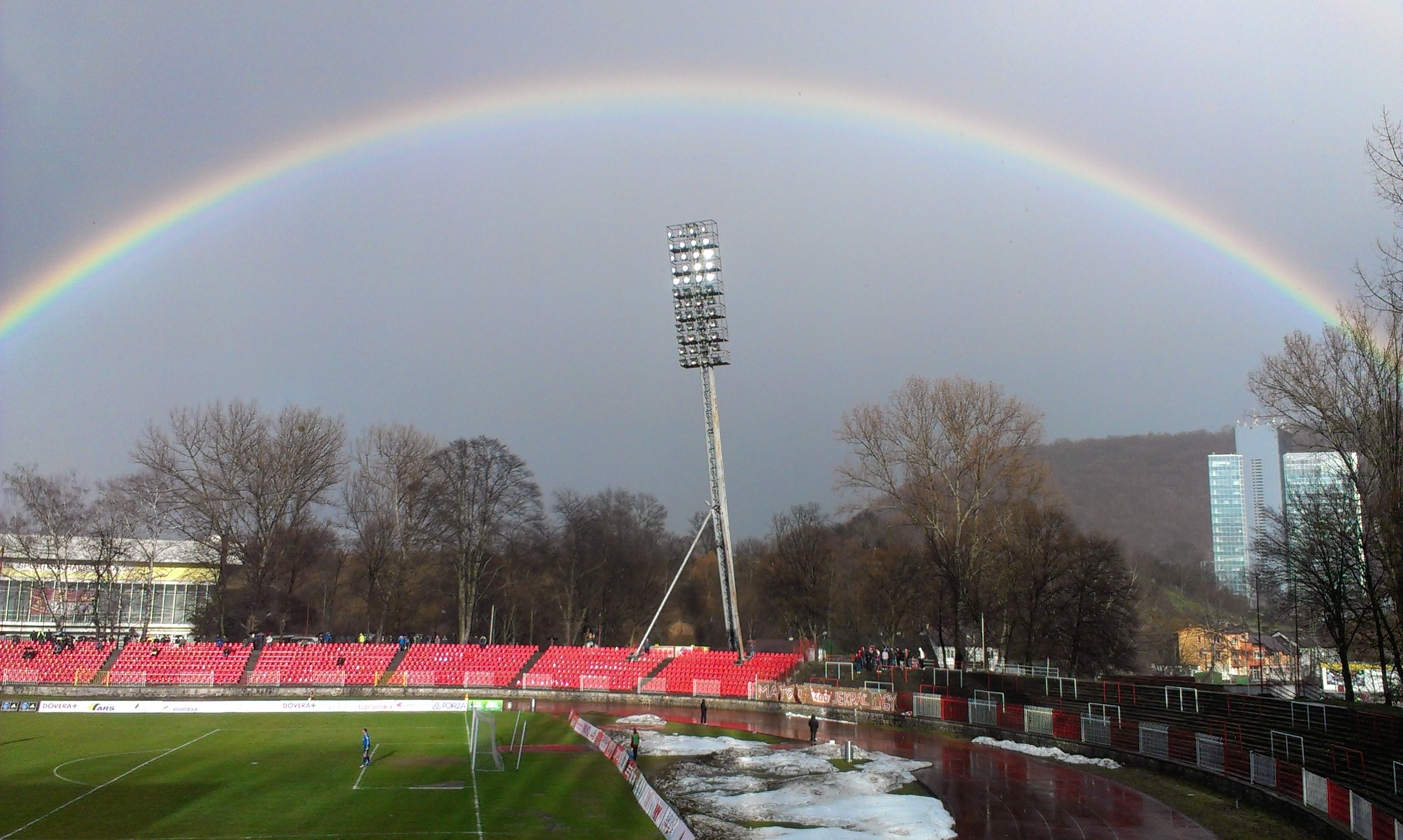
Antiguo aspecto